# The Young Beats
The Young Beats o Los Young Beats (Y&B) fue una banda bogotana de los años 60 de blues y pop eléctrico. Fueron una de las bandas fundadoras del rock colombiano. 
Sus fundadores fueron el italiano Roberto Fiorilli (batería) y Álvaro Diaz (voz), quienes se conocieron durante un ensayo de Los Flippers, y a los que luego se agregaron Miguel Suárez (bajo) y Ernesto Suárez (guitarra). Esta es la primera formación con la que se darían a conocer en 1966, tocando en uno de los programas de Alfonso Lizarazo.

## Historia
Los primeros ensayos del grupo fueron realizados en la casa de Fiorilli, en 1965, interpretando temas de sus bandas favoritas: The Rolling Stones, The Animals, Them and the Small Faces, Gerry and the Pacemakers y The Beatles que influyeron tanto en la estética como el sonido de los Young Beats.
Al igual que las otras bandas de la época realizaron famosos covers como Gloria (Van Morrison), You Really Got Me (The Kinks), Hearts Of Stone (The Rolling Stones) y The Times They Are a-Changin' de Bob Dylan que da título al LP. Todo esto quedó grabado en un solo álbum de trece canciones, cuya grabación fue ofrecida por Eduardo Calle, por intermedio de su manager Pedro Schambon. En la grabación no se registra la participación de Álvaro Díaz, quien tuvo que dejar la banda y fue reemplazado por Ferdie Fernández y Fernando Córdoba
La letra de la adaptación del libro de Dylan dice lo siguiente: "Madres y Padres no sé dónde estén / No critiquen lo que no han de entender. / Sus hijos e hijas están con ustedes / pero su viejo camino se hunde".
La disolución del grupo coincidió con la irrupción del Rock psicodélico en Colombia expresada en proyectos como The Time Machine y The Speakers.

## Discografía
- Tiempos, ellos están cambiando. Discos Bambuco (1966)
- The Exciting Sound of Los Young Beats Break a-away (2004)

## Integrantes
- Roberto Fiorilli - Batería
- Álvaro Díaz - Voz
- Ernesto Suárez - Guitarra
- Miguel Suárez - Bajo
- Ernesto Matiz - Segunda Guitarra
- Fernando Córdoba - Guitarra
- Ferdye Fernández - Primera guitarra, voz
- Fred Sampson - Guitarra leader